# Frank P. Meyer

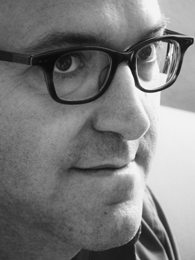
Frank P. Meyer 2012

Frank P. Meyer (* 17. November 1962 in Hermeskeil) ist ein deutscher Schriftsteller.

## Leben
Meyer studierte Anglistik, Germanistik und Niederländische Philologie in Trier und Oxford. Nach seiner Promotion war er wissenschaftlicher Mitarbeiter an der Universität Hildesheim. Derzeit ist Meyer hauptberuflich als Leiter der Studienberatung an der Universität Trier tätig. Von April bis September 2012 war er Trierer Stadtschreiber.

## Werke

### Erzählbände
- Tee mit der Königin. Kurzgeschichten aus Wales. Herausgegeben und aus dem Walisischen übersetzt von Frank Meyer und Angharad Price. Cambria, Hildesheim 1996, ISBN 3-00-000821-7.
- Raum 101. Erzählungen über Männer. Bertuch, Weimar 2005, ISBN 3-937601-26-0.
- Es war mir ehrlich gesagt völlig egal. Erzählungen. Bertuch, Weimar 2008, ISBN 978-3-937601-70-0.
- Zwangsgeranisierung. Die Trierer Stadtschreiber-Kolumnen, Conte-Verlag, St. Ingbert 2012, ISBN 978-3-941657-83-0.
- Lost in Trier. Neue Stadtgeschichten vom Meyer Frank, Conte-Verlag, St. Ingbert, 2020, ISBN 978-3-95602-210-4.

### Romane
- Normal passiert da nichts. Conte-Verlag, St. Ingbert 2012, ISBN 978-3-941657-51-9.
- Hammelzauber. Conte-Verlag, St. Ingbert 2016, ISBN 978-3-95602-087-2.
- Club der Romantiker oder Das Rätsel um Laureen Mills Conte-Verlag, St. Ingbert 2018, ISBN 978-3-95602-151-0.
- Vom Ende der Bundeskegelbahn Conte-Verlag, St. Ingbert 2022, ISBN 978-3-95602-244-9.

## Auszeichnungen
- 2023: Grimmelshausen-Preis für Vom Ende der Bundeskegelbahn[1]